# First Allied Airborne Army

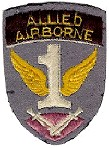
Abzeichen der 1. Alliierten Luftlandearmee

Die First Allied Airborne Army (deutsch 1. Alliierte Luftlandearmee) war im Zweiten Weltkrieg 1944/45 Teil der Alliierten Streitkräfte in Nordwesteuropa unter dem Kommando des Supreme Headquarters Allied Expeditionary Force. Sie war die größte Zusammenfassung von Luftlandetruppen in der Kriegsgeschichte.

## Geschichte

### Gründung
Die Aufstellung erfolgte am 2. August 1944 aufgrund der Erfahrungen aus den Luftlandeoperationen auf Sizilien und in der Normandie. Ziel des gemeinsamen Oberkommandos war eine engere Zusammenarbeit der Luftlandestreitkräfte des Heeres und den Transportstaffeln der USAAF sowie eine bessere Koordination mit anderen Einheiten von Heer, Luftstreitkräften und Marine. Damit sollten Situationen wie der versehentliche Abschuss von 23 C-47, die Fallschirmjäger der 82nd US-Luftlandedivision zur Verstärkung des Brückenkopfes auf Sizilien einflogen, durch die alliierte Landungsflotte vermieden werden.
Während der gesamten Zeit ihres Bestehens wurde die 1. Alliierte Luftlandearmee vom US-amerikanischen Generalleutnant Lewis H. Brereton kommandiert. Sein Stellvertreter war der britische Generalleutnant Frederick Browning.

### Operationen
Vor ihrer Aufstellung der 1. Alliierten Luftlandearmee haben einige ihrer späteren Verbände bereits an den Kämpfen in Nordafrika, Sizilien, Italien und Frankreich teilgenommen. Der bedeutendste Einsatz war dabei die Landung der 82. und 101st US-Luftlandedivision sowie der britischen 6th Airborne Division in der Nacht vom 5. auf den 6. Juni 1944 im Küstenhinterland der Normandie. Dies war Teil der Operation Neptune, der Bildung eines Alliierten Brückenkopfes an der normannischen Küste.
Die erste und bekannteste Operation der 1st Allied Airborne Army war ab 17. September 1944 die Operation Market Garden, wobei der Armee das britische I. Airborne Corps mit der britischen 1st Airborne Division und der polnischen 1 Samodzielna Brygada Spadochronowa sowie das US-amerikanische XVIII. Airborne Corps mit der 82nd Airborne Division und der 101st Airborne Division unterstellt waren, um über den Niederlanden abzuspringen und die Brücken über mehrere Flüsse und Kanäle in Besitz zu nehmen. Über diese Brücken sollte das XXX. Corps der britischen 2nd Army vorrücken und bei Arnheim den Niederrhein überqueren. Ziel der Operation war es, die teilweise stark befestigte Siegfriedlinie zu umgehen und mit der Überquerung des Rheins eine geschlossene deutsche Verteidigungslinie entlang des Flusses zu verhindern. Wäre die Operation geglückt, hätten die Alliierten Streitkräfte von ihrem Brückenkopf bei Arnheim noch 1944 nach Deutschland vorstoßen können.
Mit dem Beginn der deutschen Ardennenoffensive am 16. Dezember 1944 wurden die 17th, 82nd und 101st US-Airborne Division zur Abwehr der Offensive an die Ardennen-Front nach Belgien verlegt und halfen dabei, den deutschen Angriff zurückzuschlagen. Berühmtheit erlangte hierbei die 101. US-Luftlandedivision, die den Ort Bastogne mehrere Tage gegen überlegene deutsche Truppen verteidigte, bis sie von der 4th Armoured Division der 3rd US-Army General Pattons entsetzt wurde.
Die zweite und letzte Luftlandeoperation der 1st Allied Airborne Army war die Operation Varsity. Am 23. März 1945 begannen die alliierten Streitkräfte mit der Überquerung des Rheins in der Umgebung von Wesel. Um einen schnellen Durchbruch durch die deutschen Verteidigungsstellungen zu ermöglichen, landeten am folgenden Morgen die britische 6th und die 17th US Airborne Division auf der östlichen Seite des Rheins und kämpften – teils unter schweren Verlusten – die deutschen Stellungen nieder.
In den folgenden Wochen rückten die britischen und amerikanischen Luftlandeeinheiten gemeinsam mit den Bodentruppen nach Deutschland vor.

## Bestandteil der Formation

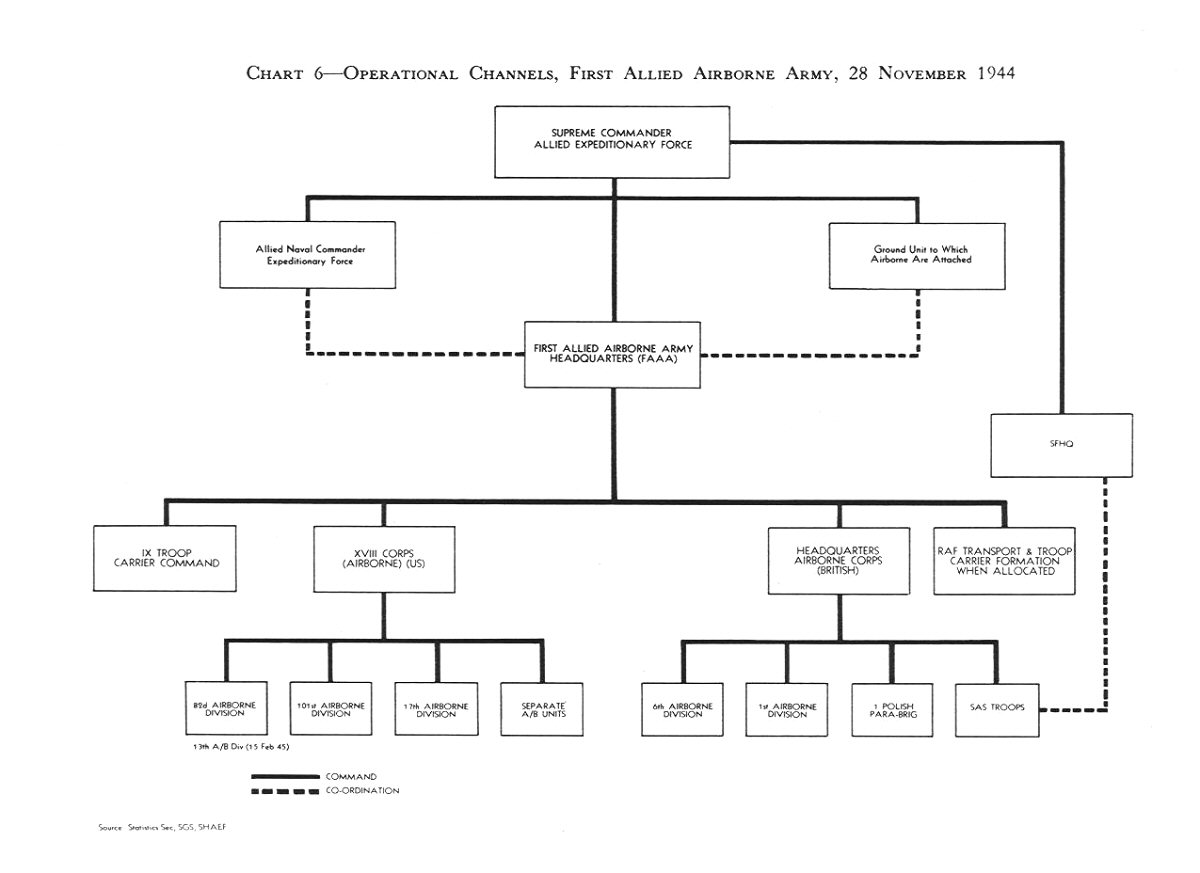
Unterstellungsverhältnisse der 1. Alliierten Luftlandearmee, 28. November 1944

Die 1. Alliierte Luftlandearmee umfasste:
- XVIII Airborne Corps (USA)
  - 13th Airborne Division
  - 17th Airborne Division
  - 82nd Airborne Division
  - 101st Airborne Division
- I Airborne Corps (UK)
  - 1st Airborne Division
  - 6th Airborne Division
  - 52nd (Lowland) Infantry Division
  - Special Air Service (UK)
    - 1st Special Service Brigade (UK)
    - 2nd Special Service Brigade (UK)
    - 3rd Special Service Brigade (FFL)
    - 4th Special Service Brigade (FFL)
    - 5th Special Service Brigade (BE)

  - 1 Samodzielna Brygada Spadochronowa (PSZ)
- IX Troop Carrier Command (USAAF)
  - 50th Troop Carrier Wing
  - 52nd Troop Carrier Wing
  - 53rd Troop Carrier Wing
- No. 38 Group (RAF)
- No. 46 Group (RAF)